# Fristad-Gingri församling
Fristad-Gingri församling var en församling i Skara stift och i Borås kommun. Församlingen uppgick 2010 i en nybildad Fristads församling.

## Administrativ historik
Församlingen bildades 1992 genom sammanslagning av Fristads församling och Gingri församling. Församlingen var till 2010 moderförsamling i pastoratet Fristad-Gingri, Borgstena, Tärby, Tämta och Vänga. Församlingen uppgick 2010 i en nybildad Fristads församling.

## Kyrkor
- Fristads kyrka